# Wondiwoi
Die Wondiwoi (indonesisch Pegunungan Wondiwoi, auch Wandammenberge) sind ein Gebirge auf der Wandammenhalbinsel in der indonesischen Provinz Westpapua auf der Insel Neuguinea.
Die Berge bilden mit einer Höhe von bis zu 2252 m den Rückgrat der Halbinsel. An der Ostseite sind die Berge sehr steil, Richtung Westen jedoch nicht und auch weniger hoch. Dort liegen auch die meisten Dörfer der Halbinsel. Die Berghänge sind zum größten Teil bewaldet.
Das dortige Naturreservat zeichnet sich durch eine hohe Biodiversität aus. Es ist unter anderem Lebensraum des Hüttengärtners, einer laubenbauenden Vogelart aus der Familie der Laubenvögel. Namensgeber ist das Gebirge für das nur dort vorkommende Wondiwoi-Baumkänguru.